# Харісова Оксана Василівна
Оксана Василівна Харісова (нар. 1969) — українсько-мексиканська науковиця в галузі нанотехнології, досліджує синтез і розчинність наночастинок. Професорка і дослідниця на факультеті фізико-математичних наук Автономного університету Нуево-Леону.

## Освіта і кар'єра
Народилася 1969 року в Україні, яка тоді входила до складу Радянського Союзу. У Московському державному університеті 1993 року здобула ступінь бакалавра з геохімії, а 1994 року — ступінь магістра з кристалографії. 1995 року емігрувала до Мексики і пізніше стала громадянкою Мексики. 2001 року в Автономному університеті Нуево-Леон, де вона є професоркою і дослідницею, здобула ступінь доктора філософії з матеріалознавства.

## Книги
Співавторка або співредакторка книг, серед яких:
- Handbook of Less-Common Nanostructures (Довідник з менш поширених наноструктур; разом із Борисом Харісовим та Убальдо Ортіс-Мендесом, CRC Press, 2012)
- Solubilization and Dispersion of Carbon Nanotubes (Солюбілізація та дисперсія вуглецевих нанотрубок; разом із Борисом Харісовим, Springer, 2017)
- Carbon Allotropes: Metal-Complex Chemistry, Properties and Applications (разом з Борисом Харісовим, Springer, 2019)[5]

## Визнання
2010 року її обрано членкинею Мексиканської академії наук. 2017 року Автономний університет штату Нуево-Леон надав їй своє звання «Flama, Vida y Mujer» (Полум'я, життя і жінка) у галузі навчання та досліджень.